# Сирецькі млини
Сирецькі млини — втрачені водяні млини, що існували на річці Сирець щонайменше із XVIII століття. Належали до групи водяних млинів, що існували на річках Києва.

## Історія
Однією із перших згадок про водяні млини на річці Сирець є «Карта снятая и свидѣтельствованная по дукту дьяка Алферьева спорныхъ земель по иску Кіево-Кириловскаго монастыря съ Кіевскимъ магистратомъ» (1752 рік). На карті позначено 11 водяних млинів — 5 із них належало Кирилівському монастирю, а 6 — приватним особам (перший не підписано, наступні — вдови Тернолетової, Ризенка, Силенка, вдови Капачової, міщанина Коробки).
На плані Києва та околиць 1846 року позначено 13 водяних млинів на хуторах: Кронштейна, Кудашової, Маркевича, Голкунова (3 млини), Гродовського, Лакерди, Анненкова (2 млини), Розинки, Ланге, Ріхерта.
План 1850-х-1860-х років зафіксував лише у нижній течії 7 млинів, зокрема, 2 недіючі.
Із розвитком промисловості у другій половині ХІХ століття кількість водяних млинів на річці невпинно зменшується. Топографічна триверстова карта видання 1860-х років зафіксувала 8 млинів: на хуторах Дехтярі, Людвіга, Серебреникова, Ріхерта (2 млини), Маррів і ще 2 у нижній течії. А топографічна карта 1897 року фіксує лише 4 водяні млини.
Ймовірно, зникнення останніх Сирецьких млинів пов'язане із прокладанням у 1910-х роках долиною річки Сирець залізниці.
Наразі невідомі зображення (малюнки або фото) жодного із Сирецьких млинів.